# KnowARC
 Проект KnowARC («НоуАРК»; англ. KnowARC, Grid-enabled Know-how Sharing Technology Based on ARC Services and Open Standards) - Гридифицированная технология совместного использования научной и технической информации, основанная на сервисах ARC и открытых стандартах - представляет собой исследовательский проект (НИОКР), финансируемый Шестой Рамочной Программой Европейской комиссии в 2006-2009гг. Проект включает в себя 10 партнёров из семи европейских стран, и занимается разработкой программного обеспечения в области технологий Грид.
Задача проекта KnowARC - улучшить и расширить существующую технологию Грид, применяемую в программном продукте Advanced Resource Connector (ARC). Кроме того, целью проекта является широкое распространение информации об этом продукте следующего поколения и расширение областей его применения. Результатом проекта станет превращение ARC в программное обеспечение, соответствующее принятым стандартам и поэтому совместимое с другими аналогичными продуктами. Это станет основой для создания сервисов для совместного использования научной и технической информации не только учёными, но и предпринимателями и общественностью. Разработанное программное обеспечение будет представлять собой целостное решение, принадлежащее к следующему поколению продуктов для Грид-компьютинга, удовлетворяющее промышленным требованиям, готовое к установке на разнообразных вычислительных системах и к включению в дистрибутивы популярных операционных систем.

## Внешние ссылки
- KnowARC
- NorduGrid official website for the Advanced Resource Connector middleware
- Information Society Technologies